# Stadhouderskade 74
Het pand Stadhouderskade 74 was een herenhuis aan de Stadhouderskade/Singelgracht te Amsterdam-Zuid.
Het herenhuis diende oorspronkelijk alleen tot woonhuis en werd aangeduid als Stadhouderskade 51N. De bouwtekening is gedateerd op 22 augustus 1878 en voorzien van een handtekening van de eigenaar en makelaar P. J. Degens Er wordt geen architect genoemd, het zou maar zo kunnen zijn dat het gebouw is opgeleverd volgens een eigen ontwerp. Opvallend is dat het gebouw geheel in het wit is uitgevoerd (buurpanden zijn vaak van baksteen met witte sierelementen). In de raampartijen is variatie toegepast. Op de eerste etage hebben ze een bovenste boogconstructie met guirlandes, op de tweede etage zijn ze rechthoekig met een boogconstructie boven de ramen, de ramen van drie hoog hebben weer een boogconstructie. Het woonhuis was zeker voor de rijken gebouwd. De benedenetage met eerste verdieping moest in 1879 een maandelijkse huur opbrengen van 1800 gulden (tien kamers, tuin met warande, serre en prieel); twee en drie hoog kostten samen 1400 gulden per maand (twaalf kamers en ruime zolder).
De begane grond heeft in de loop der jaren aanpassingen ondergaan. In 1897 kwam er een nieuw voorgevel met een pilaar aan de rechterkant en een pilaster aan de linker kant. Ook kwam er destijds een bergplaats. Dat was nodig omdat Willem Jacobus Wesling hier een rijwielwinkel begon voor Raleigh Rijwielen, Wesling voerde destijds de "Grootste school voor wielrijders". In de 20e eeuw kwam er weer een aanpassing toen de sportschool haar intrek nam in dat gedeelte van het pand.
Paulus Johannes Degens was een destijds bekend makelaar in Amsterdam. Hij leefde van circa 1823 tot 31 maart 1887 en is in 1854 getrouwd met Catharina Theodora Eijsing. Zij overleed in 1867 op 38-jarige leeftijd en Degens huwde in 1868 opnieuw. Dit maal was Francisca Maria Jacoba van Kakerken (circa 1823 – 28 juli 1890) uit Breda de gelukkige. Hij kreeg twee zoons, waarvan er één in het kraambed stierf (1876). Het echtpaar vestigde zich buiten de stad.
Oost ·
160 ·
158 ·
157 ·
156 ·
155 ·
151-154 ·
149-150 ·
145-146 ·
142-144 ·
140-141 ·
137-139 ·
135-136 ·
130-134 ·
129 ·
128 ·
125-127 ·
123-124 ·
116-122 ·
115 ·
110-113 ·
100-101 ·
97 ·
95-96 ·
93-94 ·
92 ·
91 ·
89-90 ·
87-88 ·
86 ·
85 ·
84 ·
82-83 ·
78-79 ·
77 ·
Heineken Brouwerij ·
74 ·
72-73 ·
69-70 ·
68 ·
67 ·
65-66 ·
64 ·
62-63 ·
60-60a ·
58-59 ·
56-57 ·
Willemshuis ·
Van Nispenhuis ·
Kapel van Sint Josephs Gezellen-Vereeniging ·
54 ·
52-53 ·
47-49 ·
Carel Willinkplantsoen ·
Polderhuis ·
Ruysdaelkade 2-4 ·
Judith Leysterbrug ·
42 (Rijksmuseum) ·
40-41 ·
31-35 ·
30 ·
29 ·
Park Centraal Amsterdam ·
Stedemaagd (Vondelpark) ·
Byzantium ·
Koepelkerk ·
12 (Marriott) ·
Persilhuis ·
7 ·
5 ·
3 ·
1 ·
West